# Bitwa pod Stegeborgiem
Bitwa pod Stegeborgiem – bitwa rozegrana na polach pod zamkiem Stegeborg w dniu 8 września?/18 września 1598, w czasie wyprawy króla szwedzkiego i polskiego Zygmunta III Wazy do Szwecji w obliczu jawnego buntu Karola Sudermańskiego znanego też jako Karol IX Waza.

## Geneza
Wobec jawnego buntu księcia Sudermanii, Karola, pełniącego obowiązki regenta pod nieobecność króla I Rzeczypospolitej i Szwecji Zygmunta III Wazy, do Szwecji został wysłany w poselstwie Samuel Gotard Łaski, który 10 lutego 1598 w Sztokholmie wygłosił mowę ostro potępiającą buntowników i zapowiadając ich ukaranie.
Król postanowił wyruszyć do Szwecji na czele wojska, na co pozwolenie od polskiego Sejmu uzyskał dopiero kilka miesięcy później. Sejm naznaczył datę 24 sierpnia 1599 roku jako ostateczny termin na uporanie się z problemem szwedzkim. Król do czerwca 1598 zebrał armię liczącą około 4000 wojska, złożoną głównie z najemnych oddziałów niemieckich, węgierskich i szkockich oraz w mniejszości polskich. Na okres wyprawy król wynajął statki holenderskie i angielskie. Naczelnym dowódcą tej wyprawy został sam król Zygmunt III Waza, a jego zastępcą i doradcą został hetman Jan Zamoyski.
W lipcu 1598 wypłynęła królewska flota z Gdańska do portu w Kalmarze, który zajęty już był przez około 4000 zwolenników króla. Armia licząca około 8000 żołnierzy ruszyła na Sztokholm, z którego w popłochu wycofał się książę Karol na czele nielicznych wojsk. Pierwszy do Sztokholmu wkroczył Samuel Łaski na czele oddziałów polskich, za nim reszta wojska, co wpłynęło niekorzystnie na popularność króla, bo akt ten zrozumiano jako polską okupację. Jan Zamoyski odesłał część wojska do obrony Kalmaru, a pozostałe wojsko (odliczając siły które zostały jako porządkowe w stolicy) w liczbie około 6000 ruszyło za księciem, który w międzyczasie zebrał siły liczące około 10 000, głównie wśród popierającego go pospólstwa.

## Bitwa
Armia króla Zygmunta III Wazy i księcia Karola Sudermańskiego spotkały się pod Stegeborgiem. Najemnicy króla z łatwością powstrzymali niewyszkolone wojska książęce, a atak polskiej jazdy przełamał i odrzucił uderzenie wywołując popłoch, w czasie którego nieprzyjaciel poniósł ciężkie straty.
Wbrew opinii Zamoyskiego, król postanowił przerwać natarcie (jego celem było pozyskanie szwedzkiej korony, a nie eksterminacja), pozwalając na wycofanie się wojsk szwedzkich.

## Po bitwie
Jak pokazały późniejsze wydarzenia, decyzja o pozwoleniu na wycofanie się wojsk szwedzkich była z militarnego punktu widzenia błędem. Przy Karolu Sudermańskim było około 9 000 wojska, co nadal stanowiło przewagę liczebną nad wojskami królewskimi, pomimo ciężkich strat w bitwie pod Stegeborgiem. Już wkrótce doszło do bitwy pod Linköping, która pogrzebała królewskie nadzieje na utrzymanie personalnej unii polsko-szwedzkiej.